# Edgar Jesús Mejía Orozco
Edgar Jesús Mejía Orozco (Barranquilla, 13 de janeiro de 1976) é um clérigo colombiano da Igreja Católica, atual bispo auxiliar da Arquidiocese de Barranquilla.

## Biografia
Edgar Jesús Mejía Orozco frequentou os estudos filosóficos e teológicos no Seminário Maior da Arquidiocese de Barranquilla e recebeu a ordenação presbiteral pela mesma arquidiocese em 17 de novembro de 2007, do arcebispo Rubén Salazar Gómez.
Obteve a licenciatura em teologia dogmática pela Pontifícia Universidade Gregoriana de Roma.
Exerceu os cargos de formador no Seminário Maior de Barranquilla, pároco de San Carlo Borromeo e San Tommaso di Villanueva. Antes de sua nomeação ao episcopado, era vigário-geral e delegado para a Pastoral Bíblica e Pastoral Vocacional.
Em 15 de maio de 2024, foi nomeado pelo Papa Francisco como bispo auxiliar de Barranquilla, recebendo a dignidade de bispo titular de Zattara. Mejía Orozco recebeu a ordenação episcopal em 27 de julho seguinte, na Catedral Metropolitana de Barranquilla, do arcebispo de Barranquilla, Pablo Emiro Salas Anteliz; os principais co-consagradores foram Rubén Cardeal Salazar Gómez, Arcebispo Emérito de Bogotá, José Mario Bacci Trespalacios, CIM, Bispo de Santa Marta, Jairo Jaramillo Monsalve, Arcebispo Emérito de Barranquilla, e Paolo Rudelli, Núncio Apostólico na Colômbia.